# آدیبندان
آدیبندان (انگلیسی: Adibendan) یک مهارکننده فسفودی‌استراز ۳ است.